# Rosa saturata
Rosa saturata — вид рослин з родини трояндових (Rosaceae); ендемік Китаю.

## Опис
Кущ 1–2 метри заввишки. Гілочки прямовисні або розлогі, циліндричні, голі, часто старі густо щетинисті; колючки, як правило, відсутні або, якщо є, прямі, дрібні. Листки включно з ніжками 7–16 см; прилистки широкі, прилягають до ніжки до 2/3 частини, вільні частини яйцюваті, майже голі, край цілий, верхівка гостра; остови й ніжки запушені, рідко є дрібні колючки; листочків 7(9), яйцюваті або яйцювато-ланцетні, 2.5–6.5 × 1.5–4 см, знизу запушені вздовж жил або майже голі, залозисто-точкові або ні, зверху голі, основа частково округла або широко клиноподібна, край просто пилчастий або частково подвійно пилчастий, верхівка гостра або коротко загострена. Квітки поодинокі, або 2 (або 3), 3.5–5 см у діаметрі. Чашолистків 5, яйцювато-ланцетні. Пелюсток 5, червоні, зворотно-яйцюваті, основа широко клиноподібна, верхівка округло-тупа. Цинародії насичено-червоні, яйцюваті, 1.5–2 см у діаметрі, голі; чашолистки стійкі, випростані.

## Поширення
Ендемік Китаю: Хубей, Сичуань, Чжецзян. Населяє чагарники, береги потоків; росте на висотах 2200–2400 метрів.